# Guerra JNIM-EIGS
La guerra entre el JNIM y el EIGS es un conflicto armado en curso entre Jama'at Nasr al-Islam wal Muslimin (JNIM) y el Estado Islámico - Provincia del Sahel (EIGS o EI-PS), ramas sahelianas de al Qaeda y el Estado Islámico, respectivamente. Desde la creación del EIGS en octubre de 2016 y la formación de JNIM en 2017, los dos grupos han representado una excepción al conflicto entre Al Qaeda y el Estado Islámico, iniciado desde la escisión de este último del primero en 2014. Tanto el EIGS como el JNIM se han ignorado mutuamente y, en casos excepcionales, han trabajado juntos contra los gobiernos de Mali, Níger, Burkina Faso y Francia y contra las milicias no islamistas hasta 2020.
La primera división ideológica entre los dos grupos comenzó a inicios de 2019, pero se intensificó en 2020, como consecuencia de una variedad de factores. Los comunicados de prensa del JNIM en 2019 intentaron reparar los lazos entre los dos grupos, llamando a la unidad, pero a principios de 2020, el JNIM comenzó a llamar al EIGS "jariyíes", un término peyorativo que hace referencia a un grupo histórico de musulmanes que lucharon contra el primer Califato por razones no concluyentes. La división ideológica fue alimentada por una propaganda más confrontativa tras la anexión del EIGS por parte el ISWAP a principios de 2019, tomando estos los medios de propaganda. El EIGS se refirió a los líderes del JNIM, Iyad Ag Ghaly y Amadou Koufa, como aliados del Gobierno maliense en la lucha contra el EIGS, acusándolos de iniciar una guerra. Las cuestiones sobre el trato hacia la población local y las minorías también diferían entre ambos grupos, y tanto el EIGS como el JNIM se proclamaron protectores de los fulani.
Los enfrentamientos iniciaron en marzo de 2019, y entre junio y octubre del año siguiente se produjeron intentos de negociaciones para reconciliar a ambos grupos. En enero de 2020, la guerra estaba en pleno apogeo y se habían registrado 125 enfrentamientos entre ambos grupos y 415 combatientes de ambos bandos fallecidos entre 2019 y 2021. Los enfrentamientos tuvieron lugar en las regiones de Ménaka y Gao, en el este de Mali y el norte de Burkina Faso. El JNIM tomó el control de territorios en estas áreas, anteriormente controlados por el EIGS, con la excepción de unas muy pocas zonas. El EIGS respondió expandiéndose aún más hacia Níger y el este de Burkina Faso.
Una de las mayores diferencias entre el JNIM y el EIGS es la forma en que operan la participación civil. Según el analista Tammy Palacios, la expansión territorial del JNIM se debe en gran medida a sus estrategias para con la población civil. Tanto el JNIM como el EIGS son letales y asesinan civiles, incluso por métodos horrendos como la decapitación, pero el JNIM ha demostrado una moderación más intencional a la hora de matar civiles y ha hecho de la participación civil un elemento primordial en su enfoque para mantener y tomar el control del territorio en la zona conflictiva trifronteriza. Tanto el JNIM como el EIGS consideran como delito capital que un civil comparta información o colabore con el otro grupo, ya sea yihadista, gubernamental o de autodefensa. Los civiles son asesinados en masa por este delito: son sacados de los autobuses de transporte en los puestos de control en las carreteras y asesinados, o incluso asesinados en sus hogares en medio de la noche.
En la ofensiva de Ménaka del EI-PS, entre 2022 y 2023, los ataques del grupo contra minorías y civiles supuestamente simpatizantes del JNIM causaron la muerte de cientos de civiles, obligando a miles a huir de sus hogares. Los enfrentamientos también han debilitado a ambos grupos, permitiendo ataques por fuerzas francesas, malienses, nigerinas y burkinesas.

## Trasfondo

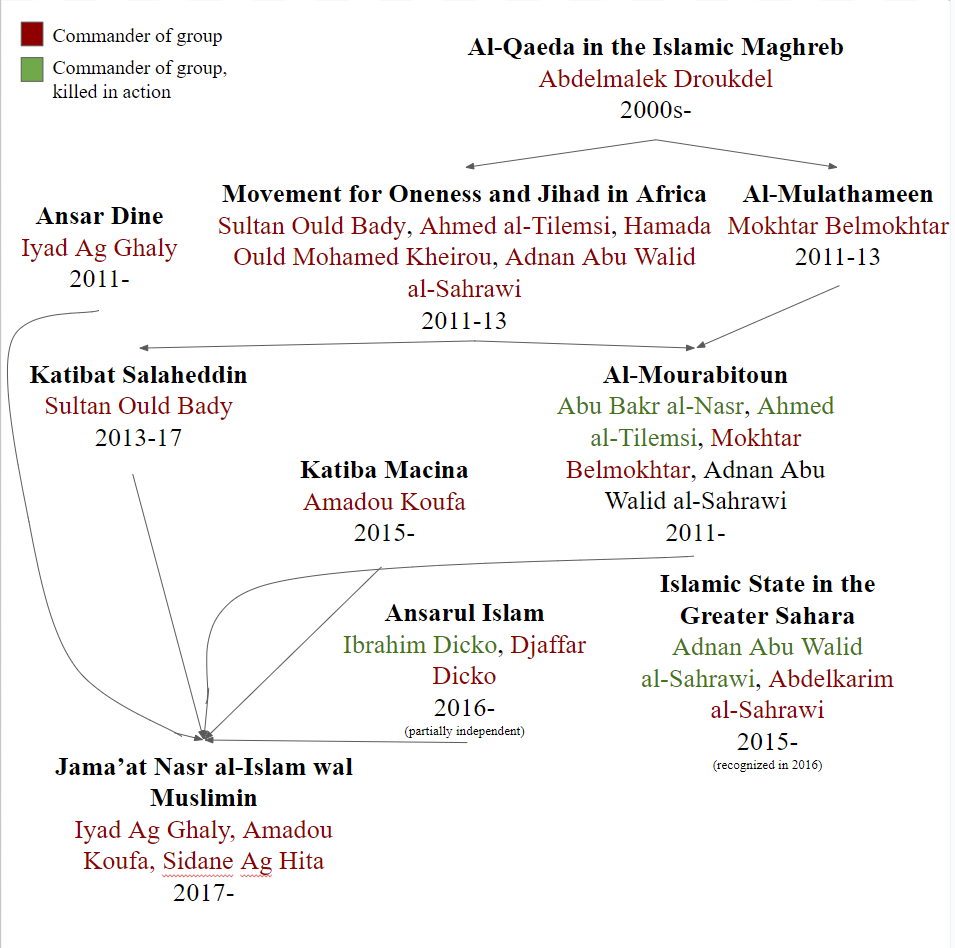
Gráfico que describe todos los grupos anteriores a JNIM e EI-PS

### Grupos yihadistas originales en Mali
En los primeros años de la guerra de Mali varios grupos yihadistas fueron formados y trabajaron juntos en contra las fuerzas francesas y malienses y en contra de los grupos rebeldes tuareg, como la Coordinación de Movimientos del Azawad (CMA). Al Qaeda en el Magreb Islámico (AQMI), liderado por Mojtar Belmojtar y Abdelmalek Droukdel, fue el predecesor de la mayoría de estos grupos, ya que AQMI había estado activo en el Sahel desde inicios de la década de los 2000. En 2012, el Movimiento para la Unidad y la Yihad en África Occidental (MOJWA) y Al-Mulathameen se separaron de AQMI. MOJWA fue fundado por el sultán Ould Bady y dirigido por Ahmed al-Tilemsi, Hamada Ould Mohamed Kheirou y Adnan Abu Walid al-Sahrawi, mientras que Al-Mulathameen fue dirigido por Belmojtar.
Al-Mourabitoun fue creado 2013 como una unión entre MOJWA y Al-Mulathameen, jurándole lealtad a Al Qaeda. Tilemsi y Belmojtar permitieron que Abu Bakr al-Nasr comandara el grupo. Cuando Nasr fue asesinado por las fuerzas francesas, Tilemsi tomó el poder hasta su muerte en 2014. La muerte de Tilemsi causó un sentimiento separatista en una facción de Al-Mourabitoun, simpatizante del Estado Islámico, liderada por saharauis. Los saharauis juraron lealtad al califa del EI, Abu Bakr al-Baghdadi, en mayo de 2015, trayendo consigo a su facción de combatientes y creando su propio Estado Islámico. El líder de Al-Mourabitoun, Belmojtar, denunció la bay'a saharaui y reconfirmó la lealtad de su grupo a Al Qaeda.

### Afiliaciones étnicas y ascenso de Jama'at Nasr al-Islam wal Muslimin
Los grupos islamistas que estaban compuestos predominantemente por grupos étnicos, como Ansar Dine (liderado por Iyad Ag Ghaly, compuesto predominantemente por ifoghas tuareg) y Katiba Macina (liderado por Amadou Koufa, compuesto por fulani), continuaron con su lealtad a Al Qaeda en 2015. Al-Mourabitoun finalmente se reincorporó a AQMI ese mismo año, y el fundador de MOJWA, el sultán Ould Bady, formó su propio grupo llamadoKatibat Salaheddin en 2013. Ansar Dine, Katiba Macina, Al-Mourabitoun, Katibat Salaheddin y el naciente Ansarul Islam, liderado por Ibrahim Malam Dicko y Djaffar Dicko, formaron la coalición Jama'at Nasr al-Islam wal Muslimin en marzo de 2017. Jama'at Nasr al-Islam wal Muslimin (JNIM) se convirtió en la filial de Al Qaeda en el Sahel, dirigido por el tuareg Ghaly y el fulani Koufa.
El grupo saharaui afiliado al Estado Islámico no fue reconocido por al-Baghdadi hasta octubre de 2016. El grupo comenzó sus primeros ataques en Níger a inicios de octubre y fue finalmente reconocido el 30 de octubre de 2016 como un grupo oficial afiliado al EI, parte del Estado Islámico - Provincia de África Occidental (ISWAP). Pese a que Al Qaeda y el Estado Islámico entraron en guerra tras la separación de la facción de Abu Bakr al-Baghdadi en 2014, los comandantes del JNIM y el EIGS mantuvieron contacto entre sí e incluso operaron en conjunto en varias ocasiones. Esta relación se basó en la enemistad compartida contra grupos o gobiernos no islamistas y alianzas tribales en conflictos comunales. El fundador y líder de Katiba Macina, Kouffa, de etnia fulani, se reunió con el comandante fulani del EIGS, Illiassou Djibo, a inicios de 2017 para discutir la cooperación. Muchos comandantes del JNIM en la región Ménaka, en Mali, también actuaron como intermediarios y, en ocasiones, como combatientes del EI.
El primer ataque coordinado entre el EIGS y el JNIM se dio noviembre de 2017 contra un contingente de soldados nigerinos de la MINUSMA. Luego, uno de los comandantesdel JNIM participó en la emboscada de Tongo Tongo, en la que murieron otros 30 soldados nigerinos, y también en el ataque a Koutougou, Burkina Faso, en agosto de 2019, que costó la vida de docenas de soldados burkineses. El ataque más letal perpetrado en conjunto por el EIGS y el JNIM tuvo lugar en Inates, Níger, en 2019, cuando más de setenta soldados nigerinos fueron asesinados por el EIGS bajo el mando del JNIM y los combatientes del Alto Consejo para la Unidad del Azawad (HCUA). También se produjeron ataques conjuntos en los que un grupo emboscaría al objetivo y el otro atacaría a los refuerzos, junto con la cooperación del JNIM y el EIGS contra las milicias tuareg de GATIA y el MSA.
Los comandos del JNIM y del ISGS también estaban a menudo entrelazados, con ambos grupos se reivindicaron en ocasiones los mismos ataques. Los investigadores Heni Nsaibia y Caleb Weiss afirmaron que a finales de la década de 2010, el JNIM e el EIGS estaban más preocupados por el establecimiento de un Estado Islámico que por el control territorial.

## Preludio
Nsaibia y Weiss informaron que, si bien una gran variedad de razones iniciaron las hostilidades entre el EIGS y el JNIM, las principales causas fueron las divisiones ideológicas, la incorporación de la facción saharaui como parte del ISWAP en marzo de 2019 y la posterior expansión territorial del EIGS a medida que el Estado Islámico central lo instaba a ser más confrontativo contra el JNIM. La incorporación del EIGS al Estado Islámico central también intensificó las diferencias en su trato para con las poblaciones locales y las alianzas étnicas y de clanes, lo que causó muchas deserciones de Katiba Macina y otros grupos.

### El papel del Estado Islámico central
La propaganda del JNIM fabricada a inicios de 2020 por Qutaybah Abu Numan al-Shinqiti, un simpatizante mauritano de Al Qaeda, afirmó que el JNIM necesitaba implementar progresivamente la ley sharia para ganar la confianza de la población local, en contraste con las implementaciones inmediatas y rígidas del Estado Islámico, aunque la propaganda no nombró directamente al EIGS. Un segundo panfleto escrito por al-Shinqiti relató la historia del tratado Hasan-Mu'awiya, a modo de que el EIGS y el JNIM reconciliaran sus diferencias. Los mensajes de audio del JNIM en tamashek, fula, árabe y otros idiomas locales también incitaron a los musulmanes a resistir al jariyismo, un término peyorativo para el Estado Islámico, calificando la creciente expansión del EI como una prueba para separar las creencias verdaderas de las falsas en el Sahel.
Tras la anexión del EIGS por parte del ISWAP en marzo de 2019, el liderazgo central del Estado Islámico tomó un rol más directo en la gestión de la producción propagandística del EIGS. La mayor parte de la producción previa era rudimentaria, con poca colaboración con los mensajes globales del Estado Islámico. Bajo la nueva administración, los medios de comunicación del EIGS fueron manejados según los informes de Al-Naba, volviéndose extremadamente hostiles en contra del JNIM a medida que el EIGS, el ISWAP y el Estado Islámico central comenzaron a ver al JNIM como un competidor en vez de como un aliado. En la primera mitad de 2020, los líderes del Estado Islámico acusaron a los líderes del JNIM de trabajar con grupos "apóstatas" para mantener su estatus como el mayor grupo yihadista en el Sahel, trabajando con Argelia para atacar al EIGS. El portavoz del Estado Islámico, Abu Hamza Al-Qurashi, también se burló del JNIM dado el alto número de deserciones de sus combatientes al EIGS, pese a los intentos de mantener su hegemonía regional.

### Deserciones
A medida que el EIGS se expandió por Mali, Burkina Faso y Níger, llevando a cabo ataques más grandes y letales, sacó ventaja de las disputas internas en Katiba Macina en Mali. Muchos combatientes descontentos con el liderazgo de Kouffa se unieron al EIGS a inicios de 2020. Una de las razones de las se debió a que el JNIM y Katiba Macina estaban abiertos negociar pactos de no agresión con los dogón y los bambara en Mali, ya que estos grupos estaban en guerra contra los fulani, que constituyen la mayor parte de Katiba Macina. Abdelhakim al-Sahrawi, el segundo al mando del EIGS, criticó duramente estos acuerdos, atrayendo a muchos fulani de Katiba Macina al EIGS. Los tratos de Kouffa para con los líderes tradicionales fulani también apartaron a muchos de sus combatientes, ya que algunos percibieron la creación y expansión de Katiba Macina como una forma de combatir la estructura social de los fulani. Las élites fulani que inicialmente apoyaron las ideas de Kouffa de un imperio fulani islamista, también cedieron su apoyo cuando los fulani de casta inferior comenzaron a integrarse a las filas de Katiba Macina. Más facciones del JNIM y de Katiba Macina también comenzaron a desertar después de que Kouffa relajara las leyes sharia para integrar a nuevos grupos. Los críticos islamistas más duros comenzaron a elogiar el sistema de gobierno del EIGS por sobre el del JNIM. El EI comenzó a sacar provecho de estos conflictos, y pronto se iniciaron deserciones en masa.
La primera deserción importante tuvo lugar en noviembre de 2017 por parte de una facción tolebe fulani de Ménaka. Katibat Salaheddin, uno de los grupos fundadores del JNIM, dirigido por el sultán Ould Bady, se unió a EIGS poco después. Sin embargo, esto no representó una amenaza para el JNIM, ya que ambos grupos seguían en buenos términos en ese momento. No obstante, Kouffa publicó una declaración en noviembre de 2018, pidiendo la unidad entre los fulani. Facciones de Ansarul Islam en Burkina Faso también se unieron al EIGS en 2019. Una de las primeras deserciones importantes de Katiba Macina fue la de Mamadou Mobbo en enero de 2020, cuyos combatientes lucharon brevemente contra simpatizantes Kouffa antes de que el grupo de Mobbo se uniera al EIGS y declarara su lealtad al Estado Islámico. Muchas de estas deserciones también giraron en torno al reparto del botín, los impuestos cobrados en los territorios controlados por el JNIM frente a los controlados por el EIGS y las alianzas tribales locales. Los intentos de mediación fracasaron tres veces en 2019.

## Guerra
Los primeros combates entre ambos grupos iniciaron en julio de 2019 en Ariel, Burkina Faso. Los detalles de la batalla son desonocidos. Los siguientes enfrentamientos tomaron lugar en Haoussa-Foulane, Gao, Mali, en septiembre de 2019. Entre diciembre de 2019 y enero de 2020, se documentaron enfrentamientos en el sur de Mondoro, Dogo e Inabelbel. A inicios de 2020, el EIGS comenzó a expandir su influencia y control territorial en toda la región de Gao, Mali.

### Guerra total (2020)
En los primeros meses de 2020, los enfrentamientos se extendieron a Fassala, frontera entre Malí y Mauritania. Fue la primera batalla reportada fuera de las áreas tradicionalmente controladas por Katiba Macina. Las ciudades de Dialloubé, Koubi, Djantakai y Nigua, en Mopti, sirvieron como campo de batalla entre el JNIM y el EIGS entre marzo y abril de 2020, además de Liptako Gourma, en la frontera entre Mali y Burkina Faso. Al menos treinta y cinco combatientes del JNIM murieron en estas batallas y muchos más resultaron heridos, según el EIGS. Se informó de dos batallas más en Pobe y Keraboule, Soum, Burkina Faso, el 20 de abril. El JNIM lanzó una ofensiva contra las ciudades controladas por el EIGS en Ndaki el 18 de abril. El EIGS salió victorioso en Ndaki, después de que un atacante suicida atacara al JNIM, logrando que el EIGS capturara cuarenta vehículos al final de la batalla. El 16 de abril se informó de combates adicionales en N'Tillit, frontera entre Malí y Níger, y en Aghay, Níger. Durante una ofensiva francesa en abril de 2020 contra el EIGS en Liptako Gourma, el grupo acusó al JNIM de no haber sido atacado por las fuerzas francesas.
Ninguna de las partes reconoció los enfrentamientos, hasta que en mayo de 2020 Al-Naba denunció una colaboración del con el Gobierno maliense y las milicias étnicas, dirigiendo sus ataques específicamente hacia Kouffa y Ghaly. Las acusaciones alcanzaron a Ansarul Islam en junio de 2020, con Al-Naba afirmando que Ansarul Islam, en conjunto con el JNIM, habían perdido 170 combatientes en batallas contra el EIGS al norte de Burkina Faso el mes anterior. El EIGS también afirmó haber librado batallas contra Ansarul Islam cerca de la frontera entre Ghana y Burkina Faso. La cúpula central de Al Qaeda cuestionó esta versión de los hechos, y Abdelmalek Droukdel habría ordenado al JNIM "erradicar al Estado Islámico y erradicarlo de la tierra de los muyahidines".
El conflicto escaló en octubre de 2020 y tuvieron lugar combates al sur de Gao, cerca de la frontera con Burkina Faso, y en el centro de Mopti. Los combates entre enero y julio lograron que el JNIM expulsara al EIGS del área del delta del Níger en el sur de Gao, mientras que el EIGS mantenía influencia en Dialloube y Kounari, en la región de Mopti. Los combates en este período tuvieron lugar principalmente en la triple frontera entre Mali, Burkina Faso y Níger, en lo que el Estado Islámico denominó "el triángulo de la muerte". También se presentaron combates a lo largo de la frontera entre Benín y Burkina Faso.

### Tácticas contra civiles y expansión hacia el sur (octubre de 2020-mayo de 2022)
La guerra orilló al EIGS a realizar ataques masivos en contra de civiles. Las masacres de Tchoma Bangou y Zaroumdareye, en el oeste de Níger, dejaron un saldo de alrededor de cien civiles asesinados, los cuales se habían negado a pagarle tributo al EIGS. Los ataques se intensificaron a finales de 2020, cuando el grupo entró en guerra contra todos los demás actores de la región. Al mismo tiempo, el JNIM buscó mejorar su imagen entre la población local, estableciendo tribunales islámicos, redistribuyendo la riqueza proveniente de sus impuestos y permitiendo que las ONG humanitarias operaran en su territorio. El JNIM también aumentó sus esfuerzos para establecer acuerdos de no agresión y tratados de paz con grupos étnicos rivales y milicias progubernamentales, logrando el Acuerdo de Niono que ayudó a romper el asedio de Farabougou en octubre de 2020. A finales de 2020 e inicios de 2021, tras el golpe de Estado en Mali, el JNIM y el Gobierno se abrieron a la idea de un tratado de paz para combatir al EIGS, aunque las conversaciones fracasaron.
Las fuerzas francesas en la región asesinaron Adnan Abu Walid al-Sahrawi en octubre de 2021, poco tiempo después de que el segundo al mando, Abdelhakim al-Sahrawi, también fuera. Las deserciones continuaron de forma esporádica en 2021 debido a las mismas razones que antes del inicio del conflicto: diferentes interpretaciones del islam, conflictos entre los fulani y diferentes sistemas de gobierno.
En el frente Burkina Faso, el JNIM mantuvo su control en las regiones Este y Norte, expandiéndose a las regiones Centro-Norte y Cascadas. Los combates siguieron en el norte y noreste de Burkina Faso, pero el EIGS no logró más que una insurgencia en contra del gobierno burkinés y el JNIM. Gracias a esto, el JNIM tomó el control de varias minas de oro y redes de contrabando en Burkina Faso, compensando así la pérdida de ingresos fiscales provenientes del EIGS al atraer a miembros del JNIM y a simpatizantes malienses. Los pagos de rescate por extranjeros secuestrados también representaron una importante fuente de ingresos para el JNIM. El secuestro de milicianos burkineses de losVoluntarios para la Defensa de la Patria (VDP) por parte del JNIM tuvo como objetivo principal mantener el control sobre el territorio ocupado. Muchas de estas actividades económicas ilícitas tuvieron lugar en el sur y el este de Burkina Faso, a lo largo de las fronteras con Benín y Níger, donde el Estado burkinés tenía poco control y la presencia del EIGS era mínima. Al convertirse en el grupo dominante en estas zonas, los ingresos económicos y las ganancias territoriales eran mucho más seguros que en el norte.
La influencia del JNIM también aumentó en Burkina Faso gracias a los ataques racistas del VDP contra los fulani en el norte y noreste, especialmente las masacres de Djibo en 2020, que llevaron a muchos fulani a apoyar al grupo islamista en lugar del Gobierno. No obstante, el JNIM y grupos afiliados realizaron ataques en contra de los VDP y civiles simpatizantes en Kodyel, Mansila y parques nacionales, que culminaron en las masacres de Solhan y Tadaryat, con más 160 civiles muertos. Los extremistas dentro del JNIM comenzaron a desertar hacia el EIGS en el norte, y el gobierno burkinés comenzó a tomar medidas aún más duras contra el JNIM y las comunidades fulani.
En Níger, el EIGS tenía un mayor control de la zona que el JNIM, con los civiles resistiendo al grupo a medida que este se expandía. Esta resistencia se representó en enfrentamientos entre el EIGS y milicias civiles apoyadas ocasionalmente por fuerzas nigerianas. En las zonas donde la resistencia fracasó, el EIGS masacró a los residentes y reprimió a la oposición. Las masacres de Tchoma Bangou y Zaroumdareye provocaron reacciones en los grupos no fulani, como los zarma, que comenzaron a atacar aldeas y civiles fulani, acusándolos de ser simpatizantes del EIGS. Las masacres cometidas por el EIGS en las aldeas de Bakoret, Intazayene y Oursanet en Tahoua, que incluyeron a un campo de refugiados tuareg, llevaron a las milicias árabes y tuareg a movilizarse en contra del EIGS y las comunidades fulani. Muchos ataques entre grupos fulani y no fulani en Níger fueron parte de la expansión del EIGS contra el Estado nigerino y el JNIM, pero también se superpusieron con la violencia comunal entre diferentes grupos étnicos y clanes.

### Tregua y regreso a las hostilidades (mayo de 2022-presente)
El JNIM y el EI-PS llegaron a una tregua en mayo de 2022, poniendo fin a los enfrentamientos en todos los frentes. Esta acuerdo fue el primer cese importante de las hostilidades desde las negociaciones fallidas de 2019. Al mismo tiempo que la tregua, el EI-PS inició la ofensiva de Ménaka en contra de las milicias tuareg GATIA y el Movimiento para la Salvación de Azawad (MSA) al sureste de Mali, que habían representado una amenaza después de la derrota del grupo en los enfrentamientos de 2020. La ofensiva ganó fuerza debido a la nula amenaza del JNIM tras la tregua, el creciente descontento en la región con los funcionarios de la junta maliense y los mercenarios del Grupo Wagner y un aumento en el apoyo al EI-PS por parte del Estado Islámico central. En marzo de 2022, el Estado Islámico anunció que el EIGS sería ascendido a provincia completa del Estado Islámico, renombrándolo como Estado Islámico - Provincia del Sahel. La ofensiva de Ménaka provocó muchas deserciones al EI-PS en la región, especialmente en territorios anteriormente bajo control del JNIM en Mali, Níger y Burkina Faso.
Esta tregua se rompió el 3 de noviembre de 2022, cuando una publicación de Al-Naba informaba de la muerte de cuarenta combatientes del JNIM en Ménaka. El JNIM reanudó las hostilidades contra el EI-PS, ya que el grupo había llevado a cabo varias masacres en contra de los tuaregs y otros civiles en la región. La violencia escaló en diciembre de 2022 durante combates que mataron a más de setenta civiles. La brutalidad del EI-PS en contra de los civiles llevó al JNIM a promocionarse como el único protector de los civiles en el Sahel. Esta declaración sólo ganó credibilidad tras de los golpes de Estado de enero y septiembre de 2022 en Burkina Faso, que llevaron a una junta a realizar más ataques contra civiles con el pretexto de detener al JNIM y al EI-PS. En respuesta a la ofensiva de Ménaka, el JNIM firmó un pacto de no agresión con el Marco Estratégico para la Defensa del Pueblo de Azawad (CSP) y con el Alto Consejo para la Unidad de Azawad (HCUA), dos grupos tuareg moderados con base en el norte de Mali.
Los ataques entre ambos grupos continuaron en 2023, reportándose cruentas batallas en Mali durante febrero y en otros lugares entre marzo y agosto. En agosto de 2023 se creó un nuevo grupo, Jama'at Wahdat al-Muslimin, para lograr un nuevo acuerdo entre ambos grupos, pero las conversaciones fracasaron rápidamente. Si bien los combates fueron feroces entre 2022 y 2023, no llegaron al nivel de intensidad del período de 2019 y 2020, debido a las tensiones financieras y a que ambos grupos tenían un enemigo mayor en las juntas de Mali, Burkina Faso y Níger. Ninguno de estos grupos se centró en mantener territorio, sino en expandir su influencia ganándose la confianza de la población local y siendo vistos como un grupo protector, especialmente cuando las juntas sahelianas comenzaron a atacar civiles con mayor frecuencia. Muchas poblaciones simpatizantes del JNIM y el EI-PS consideran que el precio de vivir bajo la sharia vale la pena en comparación con ser atacado por soldados malienses, burkineses o nigerinos.

## Propaganda
Tanto el JNIM como el EI-PS han producido propaganda en contra el otro, ambos con diferentes enfoques.

### Propaganda del JNIM
El ala mediática del JNIM, Az-Zallaqa, ha publicado múltiples vídeos en contra del EI-PS, generalmente mostrando al JNIM combatiendo contra el EI-PS o mostrando vídeos de personas heridas por el EIGS.
En los videos de combates contra el EI-PS, el JNIM utiliza una herramienta de propaganda común utilizada también por Al-Qaeda y el EIIL llamada anashid. Muchos de los videos de combates utilizan anashid Abu Yusuf Al-Waqari, miembro asesinado de AQAP, quien era un acérrimo vocalista contrario al EI. Estos videos comúnmente usan los anashid "¡Ay de ustedes, oh descendientes de Harqous" (en árabe: ويل لكم يا احفاد حرقوص) y "Dispara al enemigo" (en árabe: كرة على معتدي كرة), ambos hechos por Abu Yusuf. 